# Trans (Mayenne)
Trans és un municipi francès situat al departament de Mayenne i a la regió de País del Loira. L'any 2007 tenia 240 habitants.

## Demografia

### Població
El 2007 la població de fet de Trans era de 240 persones. Hi havia 103 famílies de les quals 25 eren unipersonals (8 homes vivint sols i 17 dones vivint soles), 45 parelles sense fills, 29 parelles amb fills i 4 famílies monoparentals amb fills.
La població ha evolucionat segons el següent gràfic:
Habitants censats

### Habitatges
El 2007 hi havia 154 habitatges, 105 eren l'habitatge principal de la família, 28 eren segones residències i 21 estaven desocupats. 146 eren cases i 6 eren apartaments. Dels 105 habitatges principals, 85 estaven ocupats pels seus propietaris, 20 estaven llogats i ocupats pels llogaters i 1 estava cedit a títol gratuït; 1 tenia una cambra, 9 en tenien dues, 17 en tenien tres, 25 en tenien quatre i 54 en tenien cinc o més. 64 habitatges disposaven pel capbaix d'una plaça de pàrquing. A 41 habitatges hi havia un automòbil i a 55 n'hi havia dos o més.

### Piràmide de població
La piràmide de població per edats i sexe el 2009 era:
| Homes | Edats   | Dones |
| ----- | ------- | ----- |
| 0     | 95 o +  | 0     |
| 0     | 90 a 94 | 0     |
| 8     | 85 a 89 | 0     |
| 8     | 80 a 84 | 8     |
| 0     | 75 a 79 | 12    |
| 8     | 70 a 74 | 8     |
| 12    | 65 a 69 | 8     |
| 8     | 60 a 64 | 12    |
| 4     | 55 a 59 | 8     |
| 12    | 50 a 54 | 8     |
| 8     | 45 a 49 | 4     |
| 4     | 40 a 44 | 4     |
| 8     | 35 a 39 | 0     |
| 8     | 30 a 34 | 4     |
| 24    | 25 a 29 | 8     |
| 4     | 20 a 24 | 8     |
| 8     | 15 a 19 | 4     |
| 0     | 10 a 14 | 0     |
| 4     | 5 a 9   | 8     |
| 4     | 0 a 4   | 4     |

## Economia
El 2007 la població en edat de treballar era de 151 persones, 111 eren actives i 40 eren inactives. De les 111 persones actives 103 estaven ocupades (58 homes i 45 dones) i 7 estaven aturades (4 homes i 3 dones). De les 40 persones inactives 20 estaven jubilades, 10 estaven estudiant i 10 estaven classificades com a «altres inactius».

### Ingressos
El 2009 a Trans hi havia 104 unitats fiscals que integraven 242 persones, la mediana anual d'ingressos fiscals per persona era de 15.412 €.

### Activitats econòmiques
Dels 6 establiments que hi havia el 2007, 1 era d'una empresa extractiva, 3 d'empreses de construcció, 1 d'una empresa de serveis i 1 d'una empresa classificada com a «altres activitats de serveis».
Dels 4 establiments de servei als particulars que hi havia el 2009, 1 era una lampisteria, 1 electricista, 1 empresa de construcció i 1 perruqueria.
L'any 2000 a Trans hi havia 32 explotacions agrícoles que ocupaven un total de 1.375 hectàrees.

## Equipaments sanitaris i escolars
El 2009 hi havia una escola elemental integrada dins d'un grup escolar amb les comunes properes formant una escola dispersa.

## Poblacions més properes
El següent diagrama mostra les poblacions més properes.